# Gentil organisateur

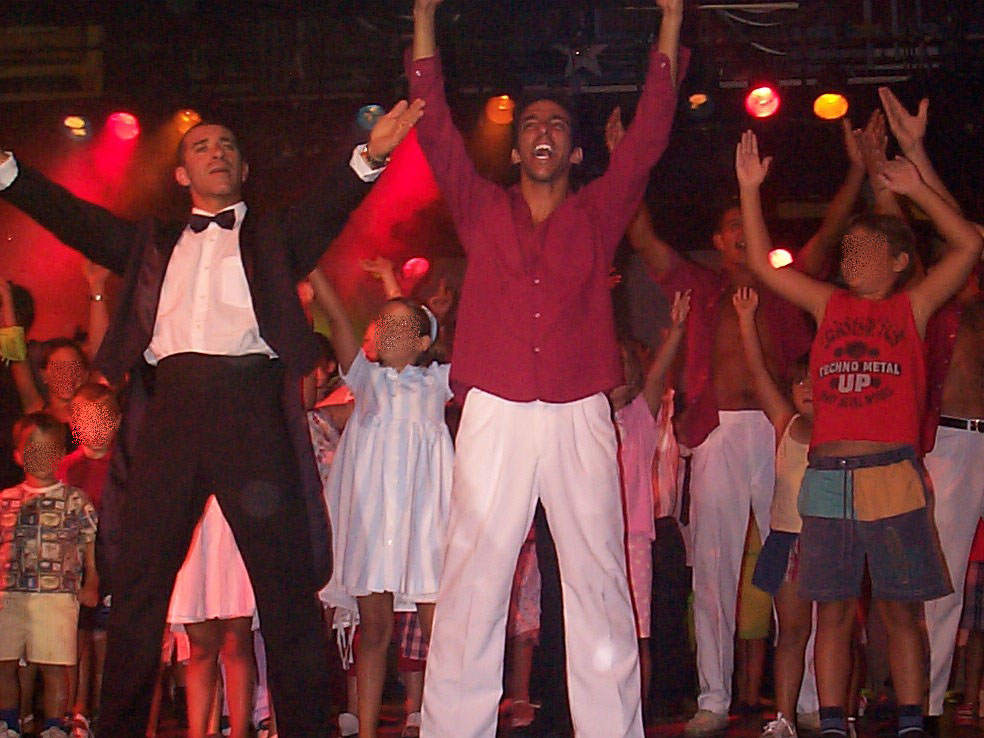
David "Doudi" Strajmayster, G.O. au Club Med de Marbella (ici en 1999), village longtemps fermé et ouvert de nouveau à l'été 2019.

Un gentil organisateur, mieux connu sous le sigle de G.O., est un employé de club de vacances qui « participe à toute la vie et aux animations du village ».

## Historique
Le nom est inventé par le Club Méditerranée peu après la création de l'entreprise. Les premiers recrutés — qui sont « volontaires » au départ
 — sont des proches de Gérard Blitz, le fondateur de l'entreprise ; peu après, les embauches se font par connaissance ou cooptation, puis notoirement parmi les G.M. (« Gentil membre »). Claudine Blitz, la femme de Gérard, se charge des recrutements. Si au départ les G.O sont français, peu à peu les postes s'ouvrent à toutes les nationalités. « Le Club a écrit les premières pages de son histoire dans des pays à coût de main-d’œuvre bas et avec les fameux GO à nationalités diverses, dont le statut social était flou et la rémunération faible » précise plus tard Philippe Bourguignon.
Le poste reste considéré parfois comme un « ascenseur social ». Chef de village devient une évolution possible ; dans les premières années du Club, cela prend au moins cinq ans, avec une formation « sur le tas », réalisée exclusivement au sein des villages. Mais dans les années 1970, le Club évolue et le profil recherché également : les recrutements deviennent plus encadrés et la formation mieux structurée. Les recrutements sont alors majoritairement masculins, les mœurs de certains pays de destination n'acceptant pas ce rôle pour une femme.

### Après 2000
Après les années 2000, le Club Méditerranée exploite un nombre fluctuant d'environ 80 villages dans le monde, et emploie plus de 18 000 personnes dont plus de la moitié sous contrat de travail saisonnier ; ce seront 25 000 personnes deux décennies plus tard.
Même si la « langue véhiculaire au Club reste le français », les G.O. peuvent être de niveaux d'études très différents et de multiples religions ou nationalités, : lors de l'ouverture d'un village au Mexique, les G.O. sont surnommés par le Ministre du Tourisme d'alors « la raza del Club », la race du Club. Les G.O. sont logés et nourris dans le village du Club où ils exercent, et habitent souvent à deux par chambre, le tout moyennant une participation aux frais retenue sur leur salaire. Bien souvent, dans les villages éloignés, les G.O. passent 100 % de leur temps au sein du village. Pourtant, « ils n'appartiennent pas au Club, ils sont le Club » écrit Alain Ehrenberg. Les G.O., « ambassadeurs de l’esprit Club Med », sont également dotés d'un vestiaire varié permettant de changer d'uniforme quotidiennement en fonction du thème planifié au sein du village ; cet « Esprit-Club », l'uniforme ou l'ensemble des actions des G.O. participent à la théâtralisation de leur fonction. D'une façon générale, l'accueil des G.M. reste un point clef de la fonction.
Cette catégorie de personnel comprend une centaine de métiers, dont ceux en contact direct avec les G.M. durant une grande partie de la journée : les barmans, maitre-nageur, réceptionnistes… Mais d'autres corps de métiers sont présents (électricien, chef de partie (cuisine)…) et la plupart des postes à responsabilité (chefs de cuisine, de restaurant, directeur des ressources humaines…). Serge Trigano précise à propos de ce métier que « le nomadisme en est l'un des principes de fonctionnement », une certaine mobilité géographique étant de mise. Un pied d'égalité a toujours été de mise au sein du Club parmi les G.O, « ni larbin, ni vedettes », tendant à effacer au maximum toute organisation hiérarchique de la vue des vacanciers. 
Il y a plusieurs milliers d'embauches par an, nombreux étant les gentils organisateurs ne renouvelant pas l'expérience d'une année sur l'autre. La disponibilité ou le sourire sont aussi importants pour l'entreprise que les compétences ou la maitrise du métier, la fonction première du métier consistant à encadrer et divertir. Gilbert Trigano décrit la fonction à son époque comme « un doux mélange de folie et de discipline quasi militaire. » Les contrats de travail sont majoritairement à durée déterminée, et les horaires sont souvent payés de façons forfaitaires. Pour beaucoup, ce métier est un « mode de vie ».
Certains GO ont fait carrière dans le show business et les médias par la suite.

### GO célèbres
- Anne Roumanoff
- Bob Sinclar[21]
- Bruno Carette
- David Strajmayster et Guillaume Carcaud
- Denis Brogniart[2]
- Élie Kakou[22] (de 1987 à 1990)
- François Corbier
- Gérard Lenorman
- Jean-Luc Reichmann[2]
- Patrick Fiori
- Kad Merad
- Marc Jolivet
- Michel Jonasz
- Nicolas Canteloup durant sept saisons[2]
- Patrick Bruel[2]
- Pierre Ménès
- Serge Trigano[23]
- Stéphane Pauwels
- Vincent Lagaf'[2]
- Yvette Roudy
- Marlène Jobert
- Philippe Caverivière[2]

## Cinéma
- Les GO, et de façon plus générale le Club Méditerranée, ont été parodiés dans le film Les Bronzés de Patrice Leconte : dans les années 1970, l'équipe du Splendid est invitée durant trois saisons à animer des soirées au Club Med, dont en Turquie. À l'issue de cette expérience, l'équipe réalisera la pièce de théâtre Amour, Coquillages et Crustacés qui donnera par la suite le film Les Bronzés.

## Gentil membre
Gentil membre (GM) est le terme utilisé par la société de tourisme Club Méditerranée à la place de « client » ou « vacancier ». Cette dénomination fait écho à gentil organisateur (GO) qui désigne une catégorie d'employé qui est tenue à participer aux animations du centre de vacances. Le terme apparait en 1951, un an après la création du Club Med. Le terme vient en premier lieu du  Club Méditerranée à ses débuts qui est une association dont tous les vacanciers sont obligatoirement membres. L'usage répété par Gérard Blitz du mot « gentil » fait que les membres se le sont appropriés.
Vers la fin des années 2000, les initiales GM ont une similitude avec « Great Members », programme de fidélisation de l'entreprise lancé à cette période.

### Sources
- Gilbert Trigano et Serge Trigano, La saga du Club, Grasset, novembre 1998, 348 p. (ISBN 978-2-246-56481-2, présentation en ligne)
- Alain Faujas et Gilbert Trigano (postface), Trigano : l'Aventure du Club Med, Flammarion, janvier 1994, 262 p. (ISBN 978-2-08-066780-9, présentation en ligne)
- Alain Ehrenberg C'est au Club et nulle part ailleurs. : La société décontractée, in :  Paul Yonnet, Histoire politique société, Le Débat 1985/2 (n° 34), p. 130-145. DOI 10.3917/deba.034.0130 présentation en ligne sur cairn.info

### Reportage
- Sylvain Louvet et Michel Tardy, Bienvenue au Club, France 2, Envoyé spécial, 15 août 2011